# Lonchaea nitens
Lonchaea nitens is een vliegensoort uit de familie van de Lonchaeidae. De wetenschappelijke naam van de soort is voor het eerst geldig gepubliceerd in 1885 door Bigot.